# Mulfingen
Mulfingen là một thị xã nằm ở huyện Hohenlohekreis thuộc bang Baden-Württemberg, Đức.

## Nhân vật tiêu biểu
Friedrich Wohnsiedler (1879–1958) sinh ra ở thị trấn, di cư đến New Zealand vào khoảng năm 1900 và trở thành một nhà sản xuất rượu nổi tiếng.